# Asterodeia (Tochter des Eurypylos)
Asterodeia (altgriechisch Ἀστερόδεια Asteródeia) ist eine Person der griechischen Mythologie.
Nach einem Scholion zu Homers Odyssee ist sie die Tochter des Eurypylos und Gattin des Ikarios. Mit ihm hat sie die Söhne Amasichos, Phalereus, Thoon, Pheremmelias und Perilaos sowie die Töchter Mede und Penelope, die später Odysseus heiratet.